# Оледжо
Олѐджо (на италиански: Oleggio, на местен диалект: Vlesg, Влезг, на пиемонтски: Olegg, Оледж) е град и община в Северна Италия, провинция Новара, регион Пиемонт. Разположено е на 232 m надморска височина. Населението на общината е 13 616 души (към 2010 г.).